# Imtan
Imtan (tiếng Ả Rập: امتان) là một ngôi làng ở As Suwaydā 'Governor, miền nam Syria. Imtan nằm ở 37   km về phía đông nam của thành phố As Suwaydā ', cao 1189 mét so với mực nước biển ở phía nam của Jabal el Druze. Theo Cục Thống kê Trung ương Syria (CBS), Imtan có dân số 2.495 trong cuộc điều tra dân số năm 2004.

## Lịch sử
Người ta tin rằng ngôi làng đã có người ở từ năm 6000 trước Công nguyên, mặc dù có rất ít bằng chứng ủng hộ điều này. Imtan có nhiều địa điểm khảo cổ trải dài qua nhiều thời đại, bao gồm cả tàn tích của nhà tắm công cộng La Mã. Ngôi làng đóng một vai trò quan trọng trong cuộc Cách mạng Syria vĩ đại chống Pháp năm 1925.
Năm 1596, Imtan xuất hiện trong sổ đăng ký thuế của Ottoman với tên al-Mubattan và là một phần của nahiya của Bani Malik as-Sadir trong Qada of Hauran. Nó có tất cả dân số Hồi giáo gồm 7 hộ gia đình và 2 cử nhân. Dân làng đã trả mức thuế cố định 20% cho các sản phẩm nông nghiệp, bao gồm lúa mì, lúa mạch, cây trồng mùa hè, dê và/hoặc tổ ong; tổng cộng 3.400 akçe.

## Nhân khẩu học
Ngôi làng chủ yếu là nơi sinh sống của Druze. Người dân chủ yếu là nghèo. Người dân được giáo dục tốt và ngôi làng là nơi sinh sống của hơn 300 sinh viên tốt nghiệp đại học, trong số đó có 80 kỹ sư và 68 bác sĩ.
Người dân tìm đến công việc hợp tác như một cách để bù đắp cho sự vắng mặt của các dịch vụ của chính phủ. Họ hợp tác để xây dựng một trường học, trung tâm y tế và cửa hàng bán lẻ hợp tác. Họ cũng đã thành lập một hiệp hội nông dân và quỹ cộng đồng nhằm giúp đỡ những gia đình nghèo nhất.